# Bathyraja taranetzi
Bathyraja taranetzi är en rockeart som först beskrevs av Vladimir Nikolaevich Dolganov 1983.  Bathyraja taranetzi ingår i släktet Bathyraja och familjen egentliga rockor. IUCN kategoriserar arten globalt som livskraftig. Inga underarter finns listade.